# Amnatos
Amnatos  (griechisch Αμνάτος (f. sg.)) ist ein Dorf und eine Ortsgemeinschaft im Gemeindebezirk Arkadi der Stadtgemeinde Rethymno auf der griechischen Mittelmeerinsel Kreta. Aufgrund des Erhaltungszustands venezianischer Häuser, ihres historischen und architektonischen Werts sowie des Ortsbildes ist das Dorf Amnatos denkmalgeschützt.

## Lage
Amnatos liegt etwa 14 Kilometer südöstlich von Rethymno in 320 Meter Höhe. Zur Ortschaft zählen neben dem Dorf selbst die Orte Kapsaliana (Καψαλιανά) 800 Meter nordöstlich, Pikris (Πίκρης) etwa 1,6 Kilometer nordöstlich und das Kloster Arkadi 2,8 Kilometer südlich.

## Geschichte
Die früheste Erwähnung als Amnato stammt aus venezianischer Zeit. Während der osmanischen Zeit war der Ort zunächst von orthodoxen Christen und Muslimen bewohnt.
Die Landgemeinde Amnatos (Κοινότητα Αμνάτου Kinotita Amnatou) entstand 1927 durch die Ausgliederung von vier Dörfern und dem Kloster Arkadi aus der damaligen Landgemeinde Kyrianna. Abgesehen von kleineren Änderungen hatte die Landgemeinde bis zur Umsetzung der Gemeindereform nach dem Kapodistrias-Programm im Jahr 1997 Bestand. Zusammen mit elf weiteren Landgemeinden erfolgte die Fusion zur Gemeinde Arkadi (Δήμος Αρκαδίου). Im Rahmen der Verwaltungsreform 2010 ging diese in der Gemeinde Rethymno auf, seitdem hat Amnatos den Status einer Ortschaft (Τοπική Κοινότητα Topiki Kinotita).
Einwohnerentwicklung von  Amnatos
| Name           | 1940 | 1951 | 1961 | 1971 | 1981 | 1991 | 2001 | 2011 |
| -------------- | ---- | ---- | ---- | ---- | ---- | ---- | ---- | ---- |
| Amnatos        | 372  | 328  | 276  | 213  | 193  | 196  | 147  | 156  |
| Kapsaliana     | 058  | 031  | 027  | 016  | 012  | 004  | 002  | 001  |
| Kloster Arkadi | 040  | 060  | 032  | 023  | 018  | 013  | 009  | 006  |
| Pikris         | 183  | 205  | 151  | 111  | 121  | 077  | 064  | 055  |
| Gesamt         | 653  | 624  | 486  | 363  | 344  | 290  | 222  | 218  |

## Sonstiges
Die öffentliche Busse des KTEL-Verbundes bedienen täglich drei Verbindungen zwischen Amnatos und Rethymno.